# Guéguéré
Pour le département, voir Guéguéré (département).
Guéguéré est une commune rurale et le chef-lieu du département de Guéguéré dans la province de l'Ioba de la région Sud-Ouest au Burkina Faso. En 2006, cette localité comptait 1 730 habitants dont 49.5% de femmes.

## Santé et éducation
Guéguéré accueille un centre de santé et de promotion sociale (CSPS) tandis que le centre médical avec antenne chirurgicale (CMA) de la province se trouve à Dano.
Le village possède deux écoles primaires publiques (A et B).